# Claude Pruvot
Claude Pruvot (né le 9 septembre 1919 à Offranville en Seine-Maritime et mort le 9 septembre 1989 à Bordeaux en Gironde), également connu sous le nom de Claude Pruvost, est un joueur français de football qui évoluait au poste d'attaquant.

## Biographie
Pruvot, normand d'origine, commence sa carrière au FC dieppois puis part ensuite dans un des grands clubs de sa région natale, le FC rouennais.
En 1940 au début de la Seconde Guerre mondiale, Pruvot quitte sa région et s'installe dans le sud-ouest. Il rejoint alors le club aquitain des Girondins de Bordeaux.
Il reste avec le club bordelais durant toute la guerre (avec qui il remporte le premier trophée du club, la coupe de France 1940-41), excepté durant la saison du championnat de guerre 1943-44 où il rejoint pour une saison l'équipe de l'EF Bordeaux-Guyenne.

## Palmarès
Girondins de Bordeaux
- Coupe de France (1) :
  - Vainqueur : 1940-41.
  - Finaliste : 1942-43.